# Palais (affluent de l'Isle)
Pour les articles homonymes, voir Palais (homonymie).
Le Palais (ou ruisseau du Palais ou ruisseau de Ratut) est un ruisseau français du département de la Gironde, affluent de l’Isle et sous-affluent de la Dordogne.

## Géographie
Il prend sa source en limite des communes de Francs et de Saint-Cibard, 400 mètres à l'ouest du bourg de Francs.
Il arrose Petit-Palais, passe à seulement 300 mètres de l'Isle puis baigne Abzac.
Il rejoint enfin, quelques kilomètres plus loin, l’Isle en rive gauche, vers 4 mètres d'altitude, en limite des communes de Sablons et Saint-Denis-de-Pile, deux kilomètres au sud-ouest du bourg de Sablons, face au lieu-dit l'Orangerie.
Sa longueur est de 24,3 km.
Il ne faut pas le confondre avec le Palais, rivière proche d’une vingtaine de kilomètres, affluent du Lary.

## Affluents
Parmi ses six affluents répertoriés, le principal, long de 7,8 kilomètres, est le Petit Palais.

## Départements, Communes et Cantons traversés
Le Palais arrose un département, 10 communes et 3 cantons :
- Gironde
  - Canton de Lussac
    - Saint-Cibard (source)
    - Francs (source)
    - Tayac
    - Puisseguin
    - Lussac
    - Petit-Palais-et-Cornemps

  - Canton de Coutras
    - Saint-Médard-de-Guizières
    - Abzac

  - Canton de Guîtres
    - Sablons (confluence)
    - Saint-Denis-de-Pile (confluence)

## Tourisme
- L’église de Petit-Palais.
- Le château d’Abzac.